# サード・アイ・ブラインド
サード・アイ・ブラインド（Third Eye Blind）は、1990年代初期に結成されたアメリカのオルタナティヴ・ロック・バンドである。2020年現在、6枚のスタジオ・アルバムを発表している。

## バンドの歴史

### デビュー前史
サード・アイ・ブラインドは、1993年に最初のデモテープを作成した。数多くのレコーディング経験を積み、オアシスの前座をつとめた直後の1996年6月、エレクトラ・レコードとの契約に至った。

### デビュー
1997年4月8日、彼らのデビュー・アルバム『サード・アイ・ブラインド』が発売された。アルバムには「セミ・チャームド・ライフ」を含む14曲が収録されており、当時のギター、ケヴィン・キャドガンは14曲中10曲を作曲する才能を発揮し、デビュー時の成功へ導く立役者となった。この年に行われた第1回のフジロックフェスティバルで来日している。

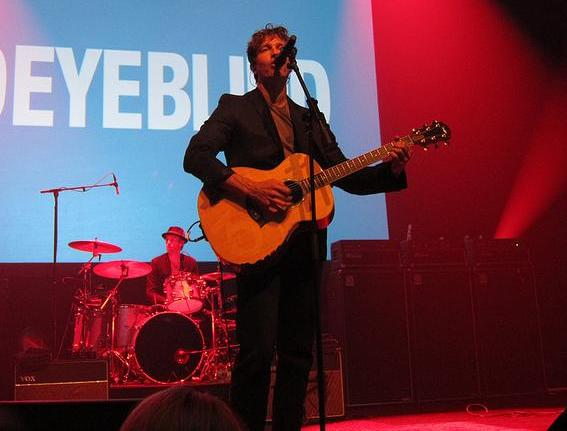
Third Eye Blind performing at The Moody Theater in 2012

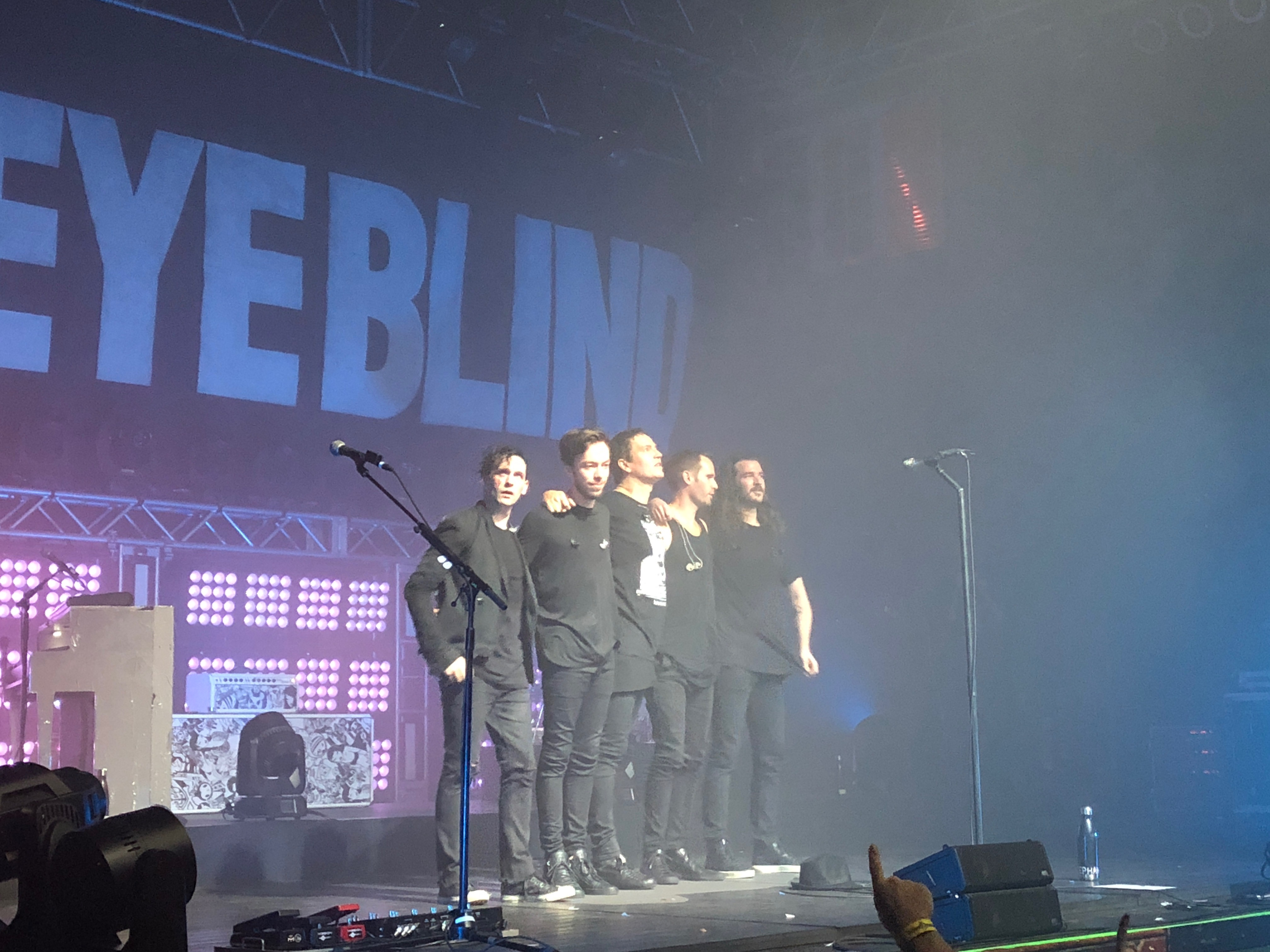
Third Eye Blind performing at the House of Blues in Orlando in October 2017

### 転機
1999年11月23日には、13曲を収録するセカンド・アルバム『ブルー』が発表されたが、その直後の2000年2月4日、バンドの中核を担うキャドガンは脱退させられてしまう。その理由は明らかにされていない。

### その後
その後、4年以上の空白を経て、2003年5月13日、サード・アルバム『アウト・オブ・ザ・ヴェイン』を発売したが、セールス面では伸び悩んでいる。
ちなみに、キャドガンは、その後「バリー（Bully）」というバンドに参加している。
2020年12月9日、元メンバーのスレーターが肝不全のためハワイ州マウイ島の病院で死去。

## バンド名の由来
バンド名「サード・アイ・ブラインド」は陰茎の隠喩である、という誤解が広まっているが、ジェンキンスは「読んだ本の中にあった『心の目（mind's eye）』という表現からバンド名を思いついたんだ」と語っている。ジェンキンスの提案はメンバーも気に入り、バンド名として選ばれることとなった。バンド名は略して「3EB」とも呼ばれる。

## メンバー
結成時のメンバーは、ステファン・ジェンキンス（Stephan Jenkins、ボーカル、ギター）、エイドリアン・バーリー（Adrian Burley、ドラム）、ジェイソン・スレーター（Jason Slater、ベース）、そしてバンドの楽曲のほとんどを作曲したケヴィン・キャドガン（Kevin Cadogan、ギター）であった。
バンドメンバーは、数回にわたる脱退・加入の変遷を経ている。2019年以降現在のメンバーは次のとおりである。
- ステファン・ジェンキンス (Stephan Jenkins) - ボーカル、ギター (1993年–現在)
- ブラッド・ハーグリーヴス (Brad Hargreaves) - ドラム (1995年–現在)
- クライズ・リード (Kryz Reid) - ギター (2010年–現在)
- アレックス・ルキャバリエ (Alex LeCavalier) - ベース (2012年–現在)
- コリン・クリーヴ (Colin Creev) - キーボード、ギター (2019年–現在)

かつてのメンバーは次のとおりである。
- ケヴィン・キャドガン (Kevin Cadogan) - ギター (1993年–2000年)
- ジェイソン・スレーター (Jason Slater) - ベース (1993年–1994年; 2020年死去)
- エイドリアン・バーリー (Adrian Burley) - ドラム (1993年–1994年)
- マイケル・ウルバーノ (Michael Urbano) - ドラム (1994年–1995年)
- アライオン・サラザー (Arion Salazar) - ベース (1994年–2006年)
- スティーヴ・ボウマン (Steve Bowman) - ドラム (1994年)
- トニー・フレディアネリ (Tony Fredianelli) - ギター (2000年–2010年)
- アレックス・コップ (Alex Kopp) - キーボード、ギター (2011年–2019年)

## ディスコグラフィ

### スタジオ・アルバム
- 『サード・アイ・ブラインド』 - Third Eye Blind (1997年)
- 『ブルー』 - Blue (1999年)
- 『アウト・オブ・ザ・ヴェイン』 - Out of the Vein (2003年)
- 『アーサ・メイジャー』 - Ursa Major (2009年)
- 『ドーパミン』 - Dopamine (2015年)
- 『スクリーマー』 - Screamer (2019年)

### コンピレーション・アルバム
- 『ベスト・オブ・サード・アイ・ブラインド』 - A Collection (2006年)
- The Third Eye Blind Collection (2013年)

### シングル
- en:Semi-Charmed Life